# ナニー911
ナニー911（Nanny 911）は、アメリカ・FOXテレビで2004年11月から2007年12月まで放送されていたテレビ番組。1回60分。イギリスでも放送されている。

## 内容
育児に問題を抱える家にナニーと呼ばれるイギリスの国家資格で認められたプロのベビーシッターが一週間出向き、問題を解決するというもの。

## その他
- 日本では世界まる見え!テレビ特捜部で度々取り上げられていた。